# 3453 Достоєвський
3453 Достоєвський  (3453 Dostoevsky) — астероїд головного поясу, відкритий 27 вересня 1981 року.
Тіссеранів параметр щодо Юпітера — 3,525.